# Kanton Fameck
Fameck is een kanton in het Thionville van het Franse departement Moselle. Het heeft een oppervlakte van 43,77 km² en telt 40 440 inwoners in 2017, dat is een dichtheid van 924 inwoners/km².
Het kanton maakte tot 1 januari 2015 deel uit van het arrondissement Thionville-Ouest.

## Gemeenten
Het kanton Fameck omvatte tot 2014 de volgende 3 gemeenten:
- Fameck (hoofdplaats)
- Mondelange
- Richemont

Door de herindeling van de kantons bij decreet van 18 februari 2014, met uitwerking in maart 2015, werd het kanton uitgebreid met de gemeenten van het op die dag opgeheven kanton Florange:
- Florange
- Uckange